# 1976年夏季残疾人奥林匹克运动会希腊代表团
1976年夏季残疾人奥林匹克运动会希腊代表团是希腊派出的1976年夏季残疾人奥林匹克运动会代表团。未获得奖牌。